# کنارد (نبراسکا)
کنارد(به انگلیسی: Kennard) شهری در ایالت نبراسکا کشور ایالات متحده آمریکا است که جمعیت آن در سرشماری سال ۲۰۱۰ میلادی، ۳۶۱ نفر بوده‌است.